# Wilhelm Haverkamp

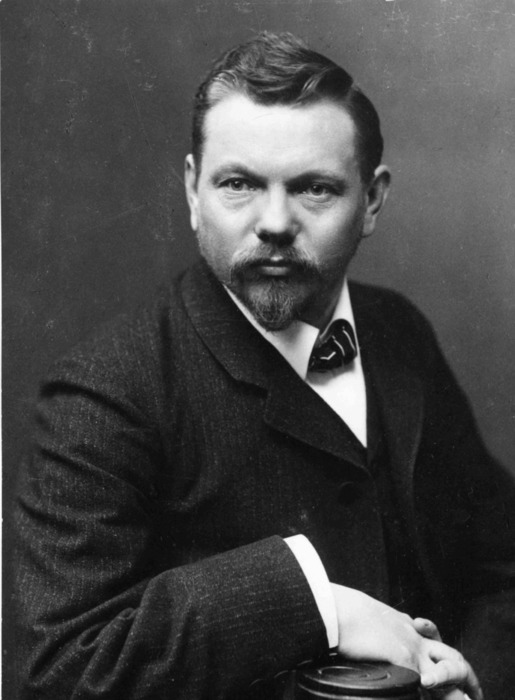
Wilhelm Haverkamp

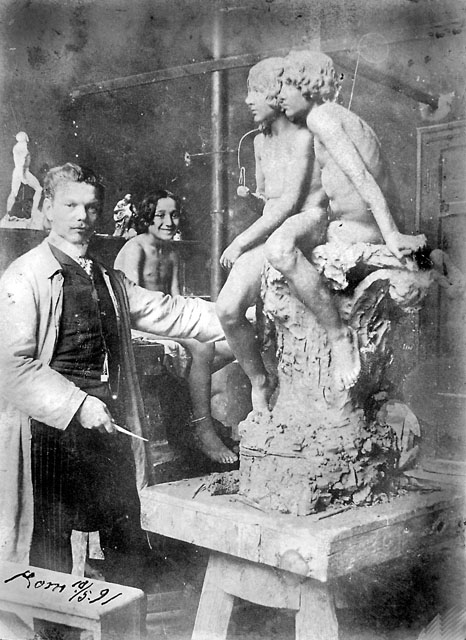
Haverkamp mit seiner Knabengruppe, 18. Mai 1891, Rom

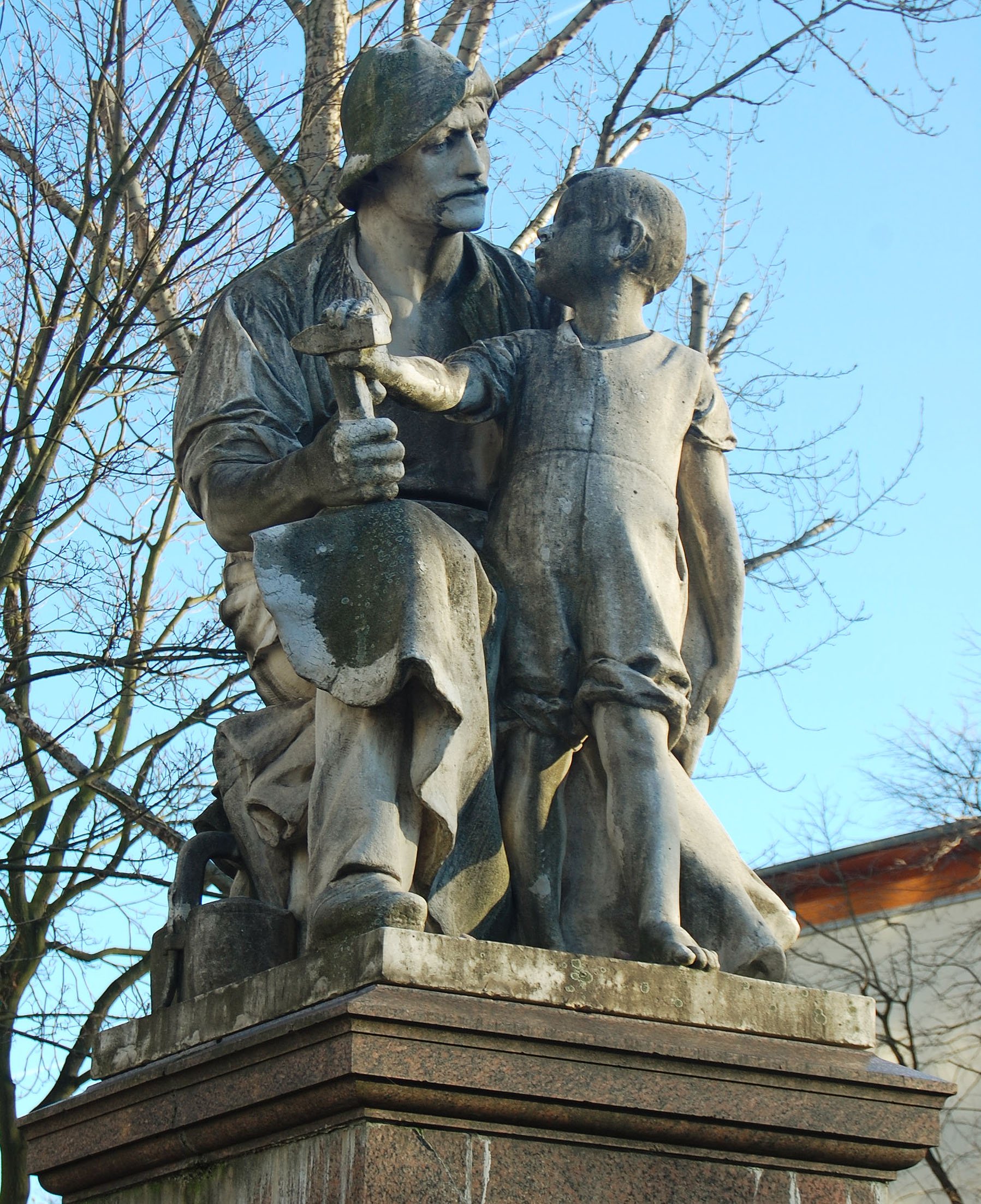
Handwerker mit Sohn, Berlin 1898

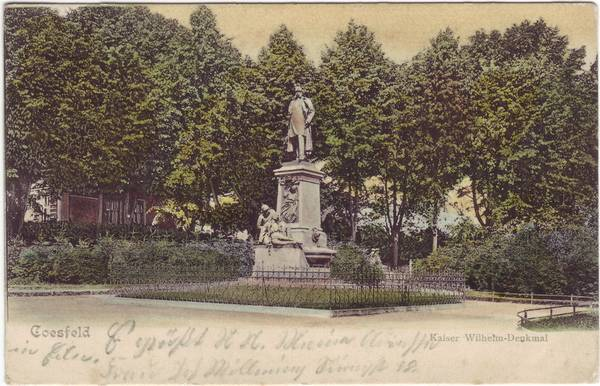
Kaiser-Wilhelm-Denkmal, Coesfeld 1899

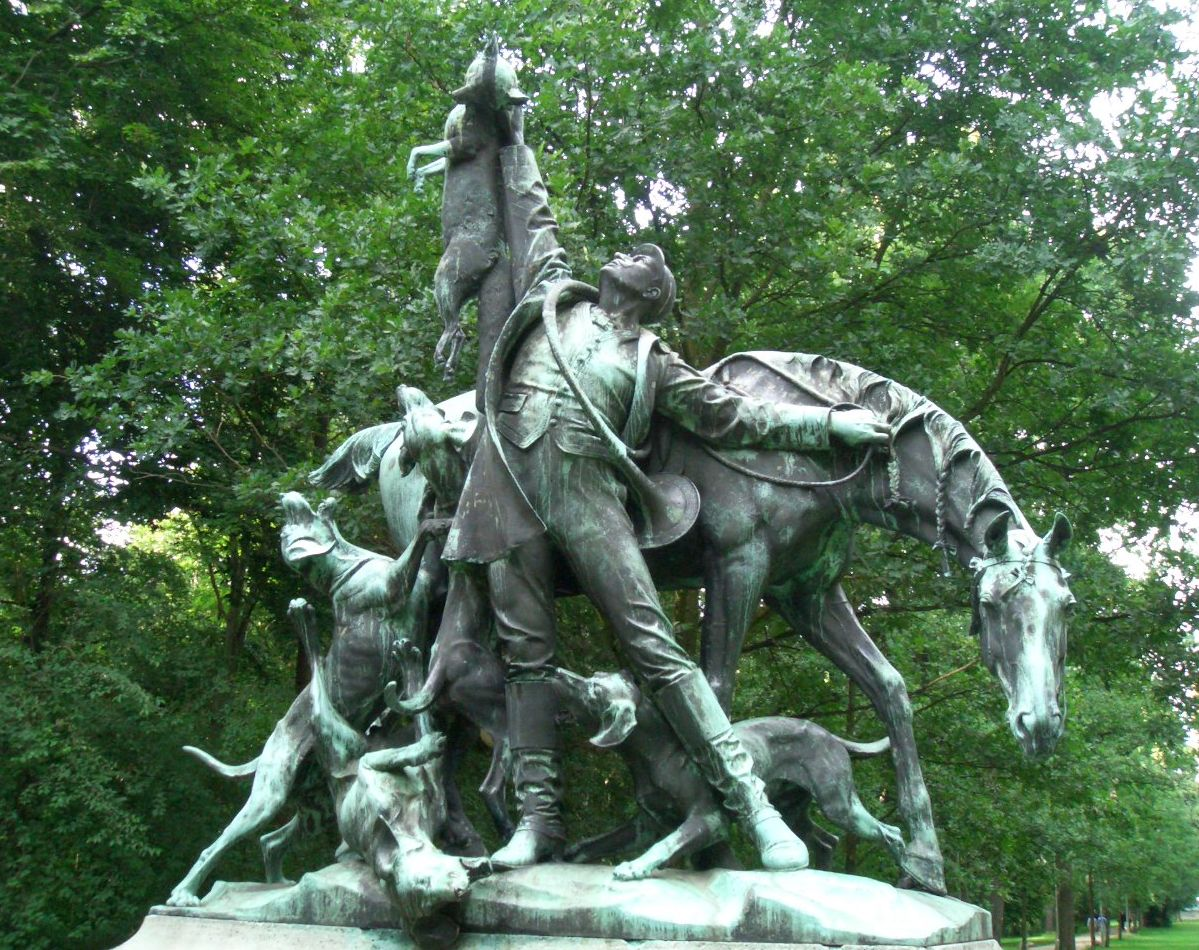
Churfürstliche Fuchsjagd, 1904

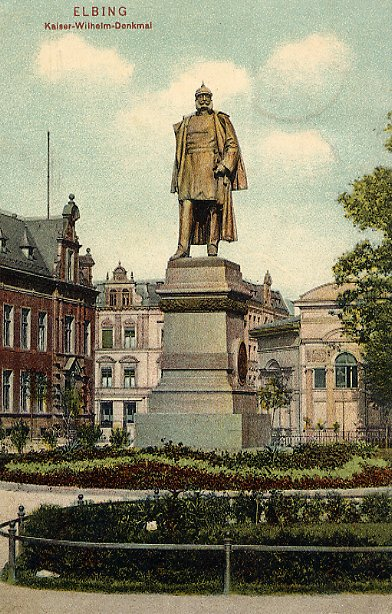
Kaiser-Wilhelm-Denkmal, Elbing 1905

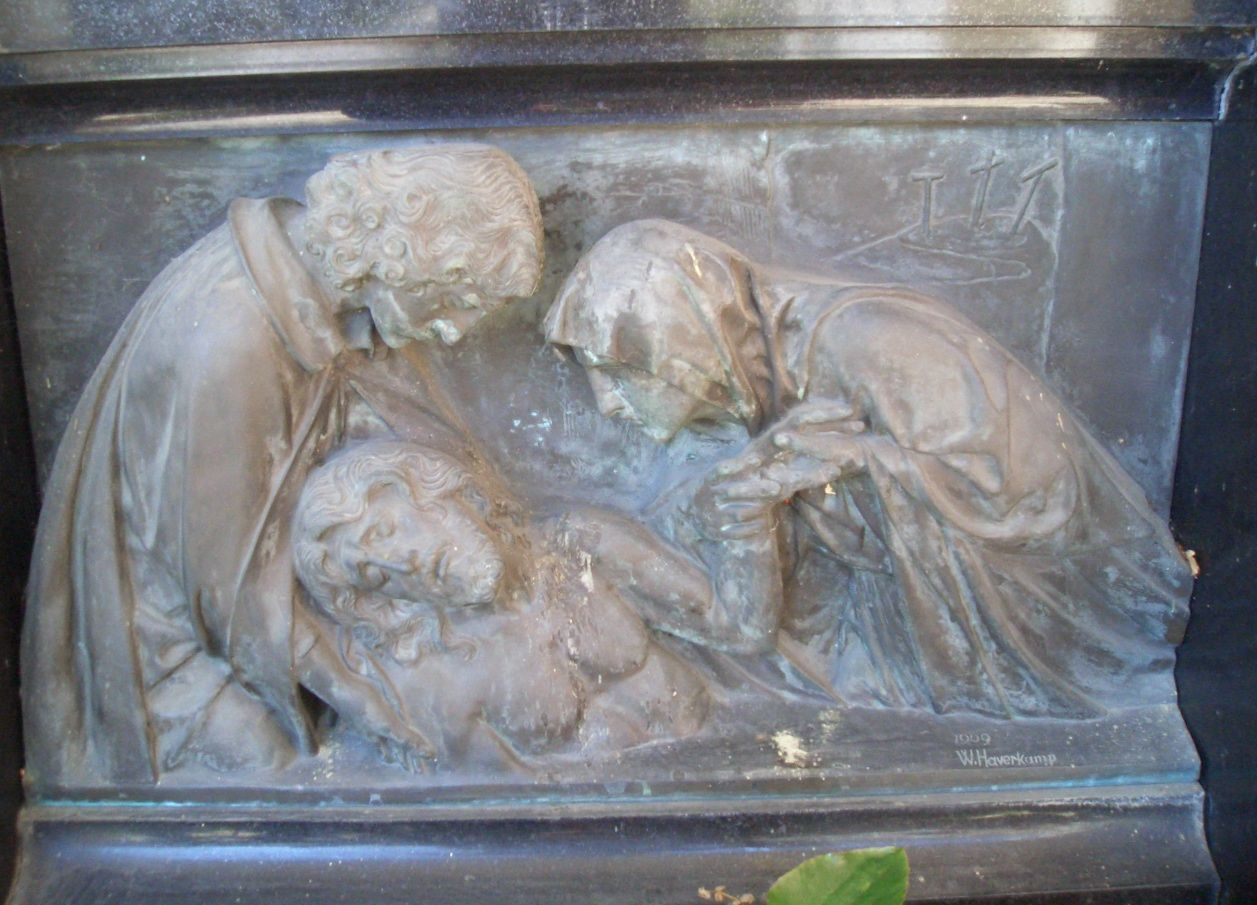
Grabmal Auer auf dem Friedhof in Rosenheim / Oberbayern, Detail. 1909

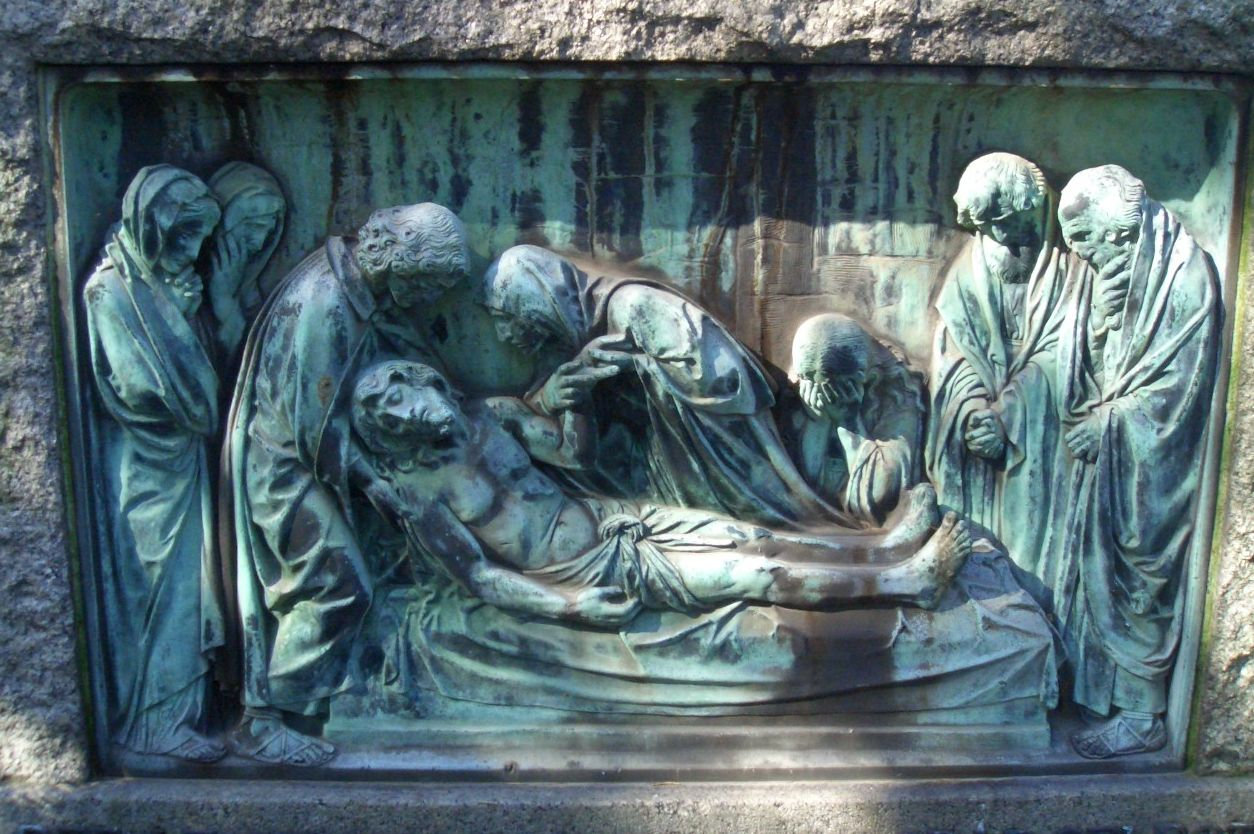
Grabmal Ernst in Berlin-Tempelhof. Der Leichnam Jesu wird in das Grab gelegt, 1909

Wilhelm Haverkamp (* 4. März 1864 in Senden, Westfalen; † 13. Januar 1929 in Berlin-Friedenau) war ein deutscher Bildhauer und Medailleur. Er gilt als Vertreter des Historismus.

## Leben
Haverkamp wuchs von 1866 bis 1877 bei seinen Großeltern Ferlmann in Capelle auf und besuchte auch dort die Volksschule. Er absolvierte eine Lehre als Stein- und Holzbildhauer bei den Bildhauern August Schmiemann (1877–81) und Heinrich Fleige (1881–83) in Münster und studierte dann mit Hilfe eines Stipendiums, für das er als Wettbewerbsarbeit eine Rotkäppchengruppe eingereicht hatte, ab 1883 an der Berliner Kunstakademie zunächst bei Albert Wolff, dann ab 1885 bei Fritz Schaper. Nach Abschluss des Studiums 1887 war er 1888/1889 Atelierschüler bei Schaper, besuchte 1889 Paris und bewarb sich im selben Jahr mit dem Relief Gang zum Hades für den Rom-Preis (Großer akademischer Staatspreis), den er 1890 auch erhielt. Den damit finanzierten Aufenthalt in der Villa Strohl-Fern in Rom nahm er bis 1892 wahr, sein Mentor war Robert Cauer. Er schuf dort unter anderem 1891 im Auftrag von Wilhelm Hüffer (1821–1895) die im Entree seines römischen Palais, der Villa Huffero, aufgestellte Knabengruppe auf korinthischem Kapitell. Für einen anderen Förderer, den Landgerichtspräsidenten Bernhard Lohaus in Münster, schuf er den „Bocksprung“. Auch die „Betende Mutter“ für Sant’Agostino in Campo Marzio in Rom entstand während seines Aufenthalts dort.
Nach seiner Rückkehr im März 1892 heiratete er in Senden Margarethe Ferlmann, die Adoptivtochter seines in die USA ausgewanderten Onkels. Danach lebte Haverkamp wieder in Berlin. Ab Oktober 1901 lehrte er an der Unterrichtsanstalt des Kunstgewerbemuseums Berlin; 1902 wurde er dort als Nachfolger von Ludwig Manzel berufen und mit Patent vom 11. Juli 1903 zum Professor ernannt. Zu seinen bekanntesten Schülern gehören Heinrich Splieth, Gustav Wallat (1905–1908), Renée Sintenis (1907–1910) und Wilhelm Kruse (um 1910–1914).
1899 wurde Haverkamp mit dem Herzoglich Anhaltischen Hausorden für Wissenschaft und Kunst ausgezeichnet. 1901 erhielt Haverkamp die Kleine Goldene Medaille für Kunst auf der Großen Berliner Kunstausstellung und den preußischen Roten Adlerorden IV. Klasse bei der Einweihung des „Großen Kurfürsten“ in Kiel, 1909 die Goldene Medaille auf der Großen Münchener Kunstausstellung und 1913 die Große goldene Medaille wiederum in Berlin. Ab 1913 war er Mitglied der Preußischen Landeskunst-Kommission. Mit der Urkunde vom 19. April 1916 wurde seine Berufung vom 14. Januar 1916 als Ordentliches Mitglied der Preußischen Akademie der Künste bestätigt. 1924 trat Haverkamp in den Ruhestand.

## Werke (Auswahl)
- 1889: Gang zum Hades (Relief „Hermes führt dem Charon die Seelen der Verstorbenen zu“, Berlin) – Haverkamp erhielt dafür den Großen Staatspreis
- 1891: Knabengruppe auf korinthischem Kapitell (Marmorskulptur, Marmor, Empfangshalle der Villa Huffero in Rom)
- 1893: „Corpus Christi“, Abendmahlsrelief, alttestamentliche Propheten und die vier Evangelisten in der Lutherkirche in Apolda
- 1893: Zwei Fassadenreliefs („Luther vor dem Reichstag zu Worms“ und „Kurfürst Joachim II. v. Brandenburg empfängt das erste Abendmahl“) und zwei Reliefmedaillons („Hus“ und „Wyclif“) aus Terrakotta an der Lutherkirche in Berlin-Friedenau
- 1893–1894: Evangelistenfiguren und Türrelief unter der Kanzel der Evangelischen Ringkirche in Wiesbaden (Entwurf von Haverkamp; Ausführung von Hermann Hasenohr)
- 1896: Bismarck-Denkmal in Plauen, Albertplatz (Standbild; enthüllt am 1. April 1896[4]; nicht erhalten)
- 1898: Handwerker mit Sohn (auch „Vatergruppe“ genannt; Marmorskulptur eines sitzenden Handwerkers mit Sohn) in Berlin, Andreasstraße[5]
Bis 1960 waren die „Vatergruppe“ (mit anderem Sockel) und die „Muttergruppe“ von Edmund Gomansky als ihr Pendant die seitlichen Begrenzungen einer großen Marmorsitzbank auf dem Andreasplatz. Die „Muttergruppe“ wurde 1960 in den Volkspark Friedrichshain in der Nähe des Klinikums im Friedrichshain versetzt.
- 1898: zwei Engel als Grabfiguren für die Fürstengruft der Marienkirche in Dessau
- 1899: Kaiser-Wilhelm-Denkmal (Standbild Wilhelms I., gleichzeitig Kriegerdenkmal) in Coesfeld
- 1900: Moltke-Denkmal in Plauen, Albertplatz (Standbild; enthüllt am 26. Oktober 1900[6]; nicht erhalten)
- 1900: Schichau-Denkmal in Elbing (Westpreußen) (enthüllt am 18. November 1900)[7]
- um 1900: Hochaltar für die Rosenkranz-Basilika in Berlin-Steglitz
- 1900–1901: Beteiligung am Fassadenschmuck des städtischen Museums in (Hamburg-)Altona
- 1901: Ausgestaltung der Kaiser-Wilhelm-Gedächtniskirche in Berlin (Apostelfiguren und Reliefs)
- 1901: Hochaltar, Kanzel, Taufbecken und Evangelisten in der Lutherkirche in Görlitz
- 1901: Abendmahlsrelief (2,1 m × 6 m) in der Lutherkirche in Solingen
- 1901: Denkmal des Großen Kurfürsten in Minden (enthüllt am 18. Juni 1901); Zweitguss im Auftrag von Kaiser Wilhelm II. für Kiel (enthüllt in Anwesenheit des Kaisers am 20. Juni 1901)
- 1902: Kanzel mit der Darstellung Christi (der Frau am Jakobsbrunnen predigend) und dem Schriftzug „Wen da dürstet der komme“ in der Evangelischen Hauptkirche in (Mönchengladbach-)Rheydt
- 1902: Gruppe „Barmherziger Samariter“ im Krankenhaus in Berlin-Schlachtensee
- 1903: Marmorherme Friedrichs des Großen im Schloss Küstrin; Zweitanfertigung für das Arbeitszimmer des Kaisers im Neuen Palais in Potsdam
- 1903–1904: Alfred-Krupp-Denkmal an der Kiellinie in Kiel (Enthüllung am 22. Juni 1904; im Auftrag des Kaiserlichen Yachtklubs (KYC), dessen Protektor Kaiser Wilhelm II. war)
- 1904: Zwei Fassadenfiguren („Religion“ und „Verwaltung“) für das Rathaus Charlottenburg
- 1904: Fuchsjagd zur Kaiserzeit (Bronzestatue, ab 1907 Teil eines den – von Cuno von Uechtritz-Steinkirch gestalteten – Hubertusbrunnen umgebenden Ensembles am Großen Stern im Tiergarten, die anderen drei Skulpturen waren von Karl Begas, Max Baumbach und Fritz Schaper; 1938 an die Fasanerieallee versetzt)
- 1905: Kaiser-Wilhelm-Denkmal in Elbing (Standbild; enthüllt am 23. Juli 1905 in Anwesenheit von Kaiserin Auguste Viktoria)[7]
- 1906: Ringergruppe (Bronzeplastik) im Volkspark Rehberge, Afrikanische Wiese (gegossen von der AG vorm. H. Gladenbeck & Sohn)[8]
- 1907: Hochaltar für St. Otger in Stadtlohn
- 1907: Kriegerdenkmal vor dem Amtsgericht in Lüdinghausen (Enthüllung am 21. Juli 1907; 1943 abgetragen und 1945 in Lünen eingeschmolzen)
- 1907: Bronzestandbild Wilhelms II. von Oranien auf der Lustgartenterrasse des Berliner Schlosses (eingeweiht von Kaiser Wilhelm II. am 19. Mai 1907 gemeinsam mit vier Standbildern anderer Oranier von Adolf Brütt, Walter Schott, Martin Wolff und Heinrich Baucke)[9]
- um 1909: Kreuzigungsgruppe auf dem Friedhof der St.-Sebastian-Gemeinde in Berlin-Reinickendorf
- 1909: Bronzerelief für das Grabmal Ernst auf dem Friedhof der St.-Matthias-Gemeinde in (Berlin-)Tempelhof
- 1909: Kriegerdenkmal in Senden (Figur des Erzengels Michael in Bronze)
- 1911: Plakette zur Weltausstellung Turin 1911 mit Brustrelief von Kaiser Wilhelm II.
- 1913: Hochaltar „Familie von Nazareth“ aus Baumberger Sandstein im Martinistift in (Nottuln-)Appelhülsen (1925 abgetragen, Köpfe heute im Baumberger Sandsteinmuseum in Havixbeck)
- 1913: Plakette zum 25-jährigen Bestehen des Kaiserlichen Yacht-Clubs in Kiel[10]
- 1914: Zwei Fassadenreliefs aus Formziegeln an der Kirche St. Marien in Berlin-Friedenau
- 1914: Großes neogotisches Portal (mit sieben Figuren und dem Relief „Maria Krönung“) sowie zwei Anbetungsaltäre für die Kirche St. Laurentius in Warendorf
- 1916: Grablegung Christi für die Kirche St. Antonius in Münster
- vor 1919: Entwurf eines großen Reiterstandbilds Kaiser Wilhelms I. (wahrscheinlich im Rahmen eines Wettbewerbs für Berlin; nicht ausgeführt)
- 1919: Pietá in der Kirche St. Laurentius in Senden (Teil des Kriegergedächtnisaltars)
- 1921: Grabstein für seine 1918 verstorbene Ehefrau auf dem Friedhof St. Laurentius in Senden (wo auch Wilhelm Haverkamp am 19. Januar 1929 beigesetzt wurde)
- 1922: Kriegergedächtnisaltar in der Lambertikirche in Münster
- 1922: Kriegerdenkmal „St. Michael“ auf dem Kirchplatz neben der Pfarrkirche in Münster-Albachten (aus bayerischem Muschelkalk; 1975 auf den Friedhof versetzt)
- 1922: Marienstatue in der Kirche St. Elisabeth in Berlin-Schöneberg
- 1924: neun Heiligenfiguren für das St. Ann’s Home der Ordensgemeinschaft der Steyler Missionare in Techny, Illinois, USA
- 1928: überlebensgroße Herz-Jesu-Figur aus Holz in der Kirche St. Marien in Berlin-Friedenau (Kirche von Haverkamps Heimatgemeinde, der er sich sehr verbunden fühlte)